# Petras Geniušas

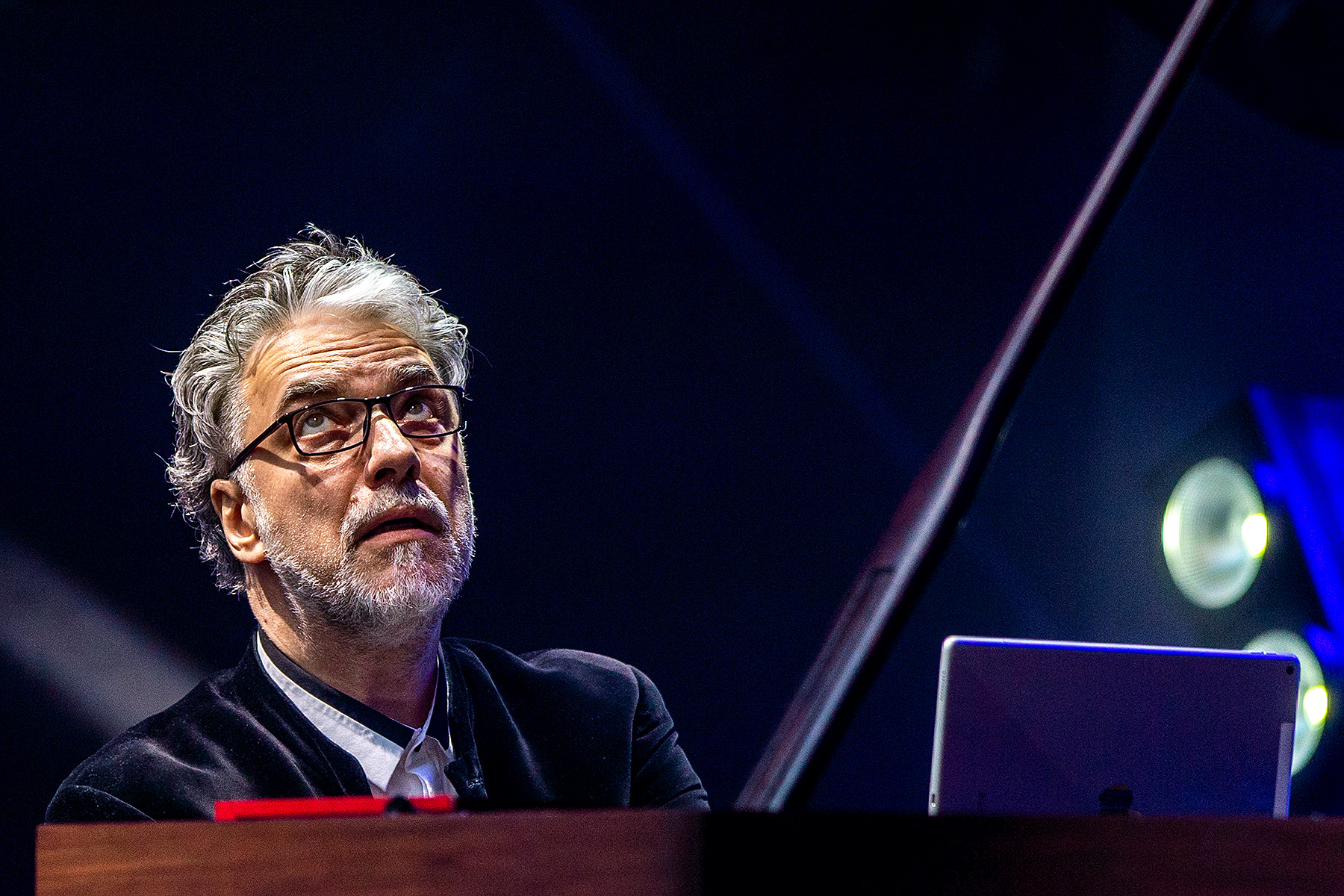

Petras Geniušas (* 6. Februar 1961 in Vilnius) ist ein litauischer Pianist und Musikpädagoge, Professor an der Litauischen Musik- und Theaterakademie.

## Leben
Von 1979 bis 1981 studierte Petras Geniušas an der Litauischen Musik- und Theaterakademie und von 1981 bis 1985 bei Wera Gornostajewa am Konservatorium in Moskau.
Ab 1990 lehrte er an der Litauischen Musik- und Theaterakademie, ab 1992 in Tokio bei der Yamaha Music Foundation und von 1996 bis 1998 an der Musikakademie London. Seit 1999 lehrt er als Professor für Klavier an der Musikfakultät der Litauischen Musik- und Theaterakademie. Seit 2011 hat er den Lehrstuhl für Klavier an der Musikakademie der Vytautas-Magnus-Universität in Kaunas inne.
1992 wurde Petras Geniušas mit dem Litauischen Nationalpreis für Kultur und Kunst ausgezeichnet.

## Diskographische Hinweise
- Petras Geniušas und Liudas Mockūnas: Vers la Flamme (2020)

## Familie
Sein Vater war der Dirigent Rimas Geniušas; sein Bruder Julius Geniušas (* 1962) ist ebenfalls Dirigent. Seine Mutter Irena Žemaitytė-Geniušienė (* 1932) ist Grafikerin.
Petras Geniušas ist verheiratet mit Ksenija Knorre, der Tochter von Gornostajewa. Sein Sohn Lukas Geniušas ist Pianist.